# José Norton de Matos
José Maria Mendes Ribeiro Norton de Matos (Ponte de Lima, 23 de marzo de 1867 - Ponte de Lima, en la casa de su familia, 2 o 3 de enero de 1955) fue un general y político portugués.

## Familia
Su padre fue Tomás Mendes Norton, comerciante y cónsul de Gran Bretaña e Irlanda en Viana do Castelo (ahijado de bautismo de Rodrigo da Fonseca Magalhães), descendente de una familia burguesa con una fuerte tradición de lucha en favor del liberalismo en Portugal. Su madre fue Emilia de Matos Prego e Sousa. Era nieto paterno de José Mendes Ribeiro, de la burguesía de Viana do Castelo, y nieto materno de Manuel José de Matos Prego e Sousa, doctor en Derecho, de la hidalguía de Ponte de Lima (Casa de Bárrio). En su familia, se mezclaban absolutistas y liberales, la alta burguesía ilustrada de Viana do Castelo y ricos agricultores de Ribeira Lima.

## Biografía

### Desde su nacimiento hasta la proclamación de la República
Después de frecuentar el colegio en Braga, en 1880 continuó sus estudios en la Escuela Académica en Lisboa. Cuatro años más tarde, comenzó a cursar en la Facultad de Matemáticas en Coímbra. Se graduó de la Escuela del Ejército con distinción y, en 1898, partió hacia la India portuguesa, donde organizó los registros de las tierras. Allí comenzó su carrera en la administración colonial, como director de Servicios de Medición de Tierras. Después de haber terminado su comisión, viajó a Macao y a China en una misión diplomática, con el fin de definir los límites del territorio de Macao.

### Primera República
Regresó a Portugal a mediados de 1910, y fue entonces destinado a la segunda División Militar (Viseu). Poco tiempo después, en el 5 de octubre de 1910, se produjo la proclamación de la República Portuguesa. Norton de Matos se ofreció para servir al nuevo régimen, habiéndose adherido al Partido Democrático de Afonso Costa. Fue ascendido al rango militar de Mayor y llegó, más tarde, a Jefe del Estado Mayor de la 5.ª División Militar.  El 17 de mayo de 1912 se inicia como masón en la Logia Patria y Libertad, N.º  332, Lisboa (Rito Escocés Antiguo y Aceptado), bajo los auspicios del Gran Oriente Lusitano Unido, con el nombre simbólico de Danton.

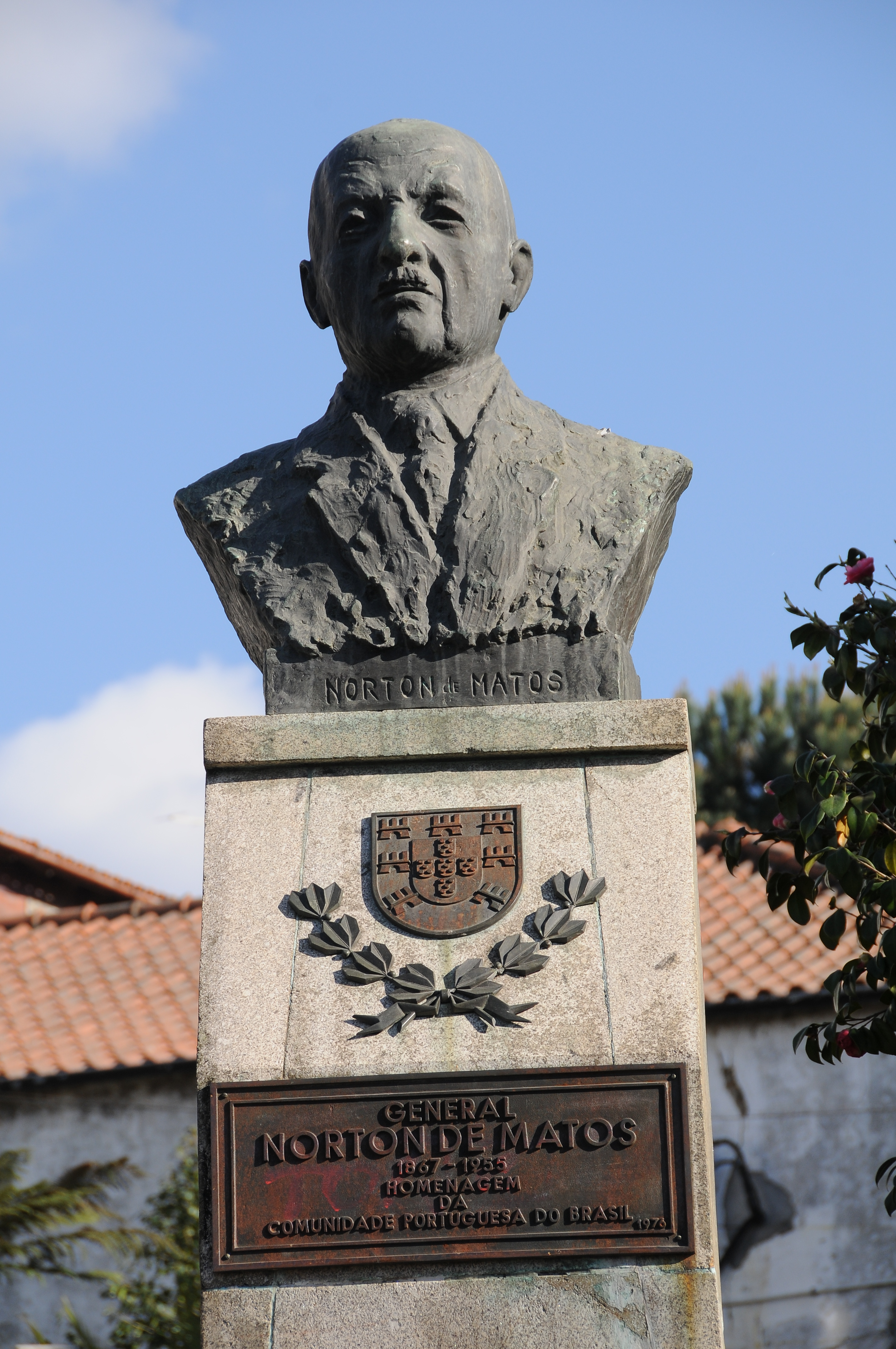
Estatua de Norton de Matos en Ponte de Lima

Ese mismo año, asumió el cargo de Gobernador General de Angola. Su actuación en la colonia demostró ser extremadamente importante, ya que impulsó fuertemente su desarrollo, protegiéndola, en cierto modo, de la amenaza continua que se hacía sentir en el dominio colonial portugués, por parte de ciertas potencias como Inglaterra, Alemania y Francia. Su política era proteger el territorio de las ambiciones extranjeras, promover el desarrollo económico local basado en la agricultura, fomentar el progreso cultural de los nativos y salvaguardar su dignidad humana en relación con las condiciones de trabajo (por ejemplo, mediante la prohibición de los castigos corporales), así como dignificar la administración colonial. En Angola, fue responsable de la construcción de varias carreteras, con incentivos como la donación de un coche para los gobernadores de distrito en cuya área fuesen construidos más de 300 km de carreteras. Se esforzó para tornar los trabajadores indígenas en trabajadores propietarios, considerando que el «deber del Estado portugués es transformar a los habitantes de sus colonias en África en propietarios rurales y agricultores en sus propias tierras». Organizó las primeras escuelas y misiones oficiales seculares. Fundó, bajo el nombre Nova Lisboa, la ciudad de Huambo, que hoy en día es la segunda ciudad más grande de Angola. El 27 de enero de 1913, fue elevado al grado 2 (Compañero) y el 18 de abril de 1914, al grado 3 (Maestro). En octubre de ese año ocurre la división de la masonería portuguesa, a consecuencia de la cual la Logia Patria y Libertad, N.º  332  se desconecta de la obediencia al Gran Oriente Lusitano Unido.
Se rebeló contra el breve gobierno dictatorial de Joaquim Pimenta de Castro (entre el 28 de enero y 14 de mayo de 1915) y resignó de su cargo de Gobernador General de Angola en ese mismo año, como resultado de la nueva situación política que se vivía en Portugal durante la Primera Guerra Mundial. Volvió a la metrópoli colonial (territorio ibérico de Portugal) para unirse a la Junta Revolucionaria que repuso la Constitución portuguesa de 1911. Luego fue convocado de nuevo al Gobierno para ocupar el cargo Ministro de las Colonias, durante un período de aproximadamente un mes, en junio de 1915, y posteriormente asumió el cargo de Ministro de la Guerra, por cerca de dos años y medio. En este cargo, siendo un defensor del involucramiento militar de Portugal junto a los aliados, preparó el contingente militar portugués de sesenta mil hombres para el frente europeo de la Primera Guerra Mundial. El 12 de mayo de 1916, volvió a entrar en el Gran Oriente Lusitano Unido, uniéndose en la Logia de Acacia, Lisboa (Rito Francés), y en el 19 de septiembre de 1916  fue elevado al grado 4 (Electo, encuadrado en los "Órdenes de Sabiduría") del Rito Francés.
En 1917, de Norton de Matos sustituyó temporalmente el presidente del Gobierno, Afonso Costa (entre 7 y 25 de octubre y entre 19 de noviembre y 8 de diciembre). En el 8 de diciembre de 1917, se desencadenó un nuevo golpe de Estado liderado por Sidónio Pais, contra el gobierno del Partido Democrático de Afonso Costa, y se estableció un régimen autoritario. Norton de Matos se vio obligado a exiliarse en Londres, por diferencias con el nuevo gobierno.
En la Francmasonería, el 16 de febrero de 1918 fue elevado al grado 5 (Escocés) y el 31 de octubre de 1918, al grado 6 (Caballero de Oriente o de la Espada).
Regresó a su patria en enero de 1919, y fue delegado de Portugal en la Conferencia de Paz de París. En el verano de 1919, regresó a Portugal para asumir el cargo de diputado por Lisboa. Más tarde fue ascendido a general, por sus grandes servicios a la nación.
El 31 de octubre de 1919 fue elevado al más alto grado de la Masonería del Rito Francés, el grado 7 (Príncipe Rosa Cruz).
En 1920 fue nombrado Alto Comisionado de la República en Angola, donde continuó su obra de promoción en los niveles materiales, espirituales y morales. En junio de 1924, pidió la dimisión, como resultado de la oposición a sus medidas. Luego ocupó el cargo de embajador de Portugal en Londres, hasta que fue destituido tras el establecimiento de la dictadura militar, en el 28 de mayo de 1926.

### Desde la Dictadura Militar hasta 1948
Bajo la dictadura militar, fue acusado de conspiración, perseguido por el nuevo régimen político, detenido y, como resultado de su participación en las revueltas fracasadas del 3 al 7 de febrero de 1927, deportado a la isla de São Miguel, en Azores, de la que regresó en 1929.
El 6 de noviembre de 1928, la Logia de Acacia, de la cual él era miembro, propuso por la primera vez su candidatura para el cargo de Gran Maestro del Gran Oriente Lusitano Unido. El 7 de diciembre de 1928 murió Sebastião de Magalhães Lima, y el 31 de octubre de 1929 falleció António José de Almeida, 10.º y 12.º Gran Maestros electos de dicha organización. Fue el 31 de diciembre de 1929, cuando Norton de Matos fue elegido el 14.º Gran Maestro para los años 1930 y 1931, cargo que ocupó entre 1930 y 1935. El 30 de abril de 1930, se hizo cargo de la oficina del Gran Maestro, ceremonia durante la cual envió un mensaje a los francmasones portugueses. El 17 de septiembre, viajó a Amberes con el fin de participar en la Semana Portuguesa, así como en la Convención Internacional Masónica. Entre el 25 y el 30 de septiembre, participó en la Convención de la Association Maçonnique Internationale (A.M.I.), que se celebró en Bruselas. En diciembre, debido a la disminución de los períodos durante los cuales había trabajo masónico en Portugal, se decidió suspenderlos en las logias de Lisboa, siendo estas llamadas a la inmediata triangulación (intervención de las tres entidades). En el marzo de 1931 dirigió un mensaje importante a la Gran Dieta y el diciembre fue reelegido Gran Maestro.
A pesar de su fuerte compromiso en la vida interna de la masonería portuguesa, no dejó de participar políticamente en la lucha contra la dictadura y el Estado Nuevo y continuó siendo víctima de la represión estatal. Presidió a la Alianza Republicana-Socialista en 1931. Durante la revuelta de Madeira, que se inició el 4 de abril de 1931 y pronto se extendió a las Azores, fue detenido en el Hospital Militar de Estrela, del 10 de abril hasta mediados de mayo. No volvió a ser detenido, pero sus acciones permanecerían bajo vigilancia y su carrera profesional se vio afectada. En 1935, se vio obligado a abandonar el Instituto Superior Técnico y a jubilarse del ejército. Para sobrevivir, se dedicó a la actividad empresarial.
El 5 de julio de 1932, António de Oliveira Salazar ascendió al cargo de Presidente del Consejo de Ministros. El 31 de enero de 1935, Norton de Matos manifestó su protesta al Presidente de la Asamblea Nacional, José Alberto dos Reis, en contra la ley que prohibía las asociaciones secretas. El 14 de mayo, fue emitida una resolución del Consejo de Ministros, que imponía la dimisión y / o jubilación de varios empleados que ofrecían pocas garantías de lealtad al régimen, incluyendo Norton de Matos. El 21 de mayo, se publicó la Ley N° 1091 que prohibía las asociaciones secretas. Norton de Matos renunció al cargo de Gran Maestro para que pudiera ser elegido un desconocido del Gobierno.
A pesar de su edad, Norton de Matos aceptó las llamadas para un retorno a la política activa, asumiendo, en 1943, la presidencia del Movimiento de Unidad Antifascista (MUNAF) y de la Junta Consultiva del Movimiento de Unidad Democrática (MUD).

## Elecciones presidenciales de 1949

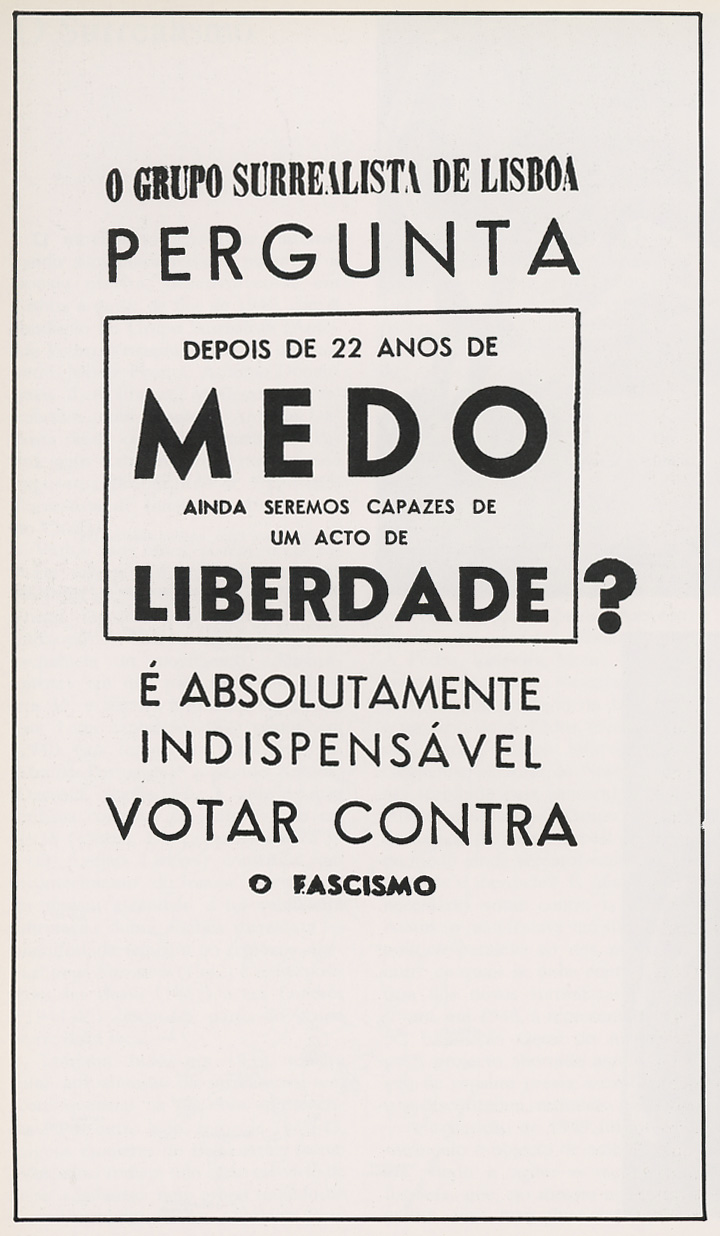
Portada del catálogo que se suponía iba a ser parte de la campaña política de Norton de Matos. Fue prohibida por la censura y tuvo que ser sustituida

En 1948, Norton de Matos decidió participar en las elecciones presidenciales de 1949, reclamando la libertad de propaganda y una mejor vigilancia de los votos. El régimen de Salazar se negó a satisfacer estas demandas.
En el Manifesto de Norton de Matos "A la Nación", de 9 de julio de 1948, se expresaron las siguientes medidas contenidas en su campaña electoral:
- Restitución a los ciudadanos portugueses de las libertades fundamentales.
- El derecho a la libertad personal.
- El derecho a la resistencia contra la opresión y la tiranía.
- El ejercicio de la libertad de conciencia, creencia y culto público y privado, de la palabra y de los medios de expresión, de reunión y asociación.
- El acceso a las fuentes de información nacionales e internacionales.
- La igualdad de todos ante la ley fundamental, sin que puedan ser motivos de discriminación la raza, sexo, idioma, religión o opiniones políticas.
- La abolición de la policía política.
- La supresión del régimen penitenciario que admitía la tortura o los tratos inhumanos a los presos, y la extinción de los campos de concentración o establecimientos similares (en particular, la Colonia Penal de Cabo Verde).
- Amnistía total para los presos políticos o por las llamadas cuestiones sociales y la consiguiente devolución de los exiliados.
- La abolición de la censura.
- La libertad de organización y acción de los partidos políticos.
- La posibilidad de fundación, sin obstáculos, de nuevos periódicos y otros medios de publicidad.[14]

Norton de Matos obtuvo un amplio apoyo popular y el apoyo de miembros de la oposición. Debido a la falta de libertad en las elecciones, y habiendo previsto el fraude electoral, se dio por vencido y renunció a su candidatura en vísperas de las elecciones, después de participar en los mítines y otras manifestaciones de masas. Se retiró, más tarde, a la casa de su familia hasta su muerte.

## Actividad posterior
Norton de Matos, como muchos republicanos y opositores del Estado Nuevo, defendía una política colonialista. En 1953, en su libro África Nossa, sostuvo que Portugal debería «poblar estas tierras, con un paso intenso y rápido, con familias blancas portuguesas, prosiguiendo la asimilación de la gente de color que encontramos allí. Asimilación completa, material y espiritual».